# Paul Degen
Paul Degen (* 24. März 1941 in Basel; † 31. Mai 2007 in Liestal) war ein Schweizer Illustrator, Karikaturist, Maler und Bildhauer.
Bekannt wurde er vor allem durch seine Cartoons für die New York Times und seine 34 Titelbilder für das Magazin The New Yorker.
Weitere Bekanntheit erlangte er in den 1990er Jahren durch die Erfindung des Roma Geburtsrades.

## Leben
Nach seiner Ausbildung zum Lithographen bei der Wassermann AG in Basel und dem Abschluss der Kunstgewerbeschule Basel setzte Paul Degen seine Ausbildung in Paris im Graphikstudio von Theo Ballmer und an der Académie Julian fort. In den 1960er Jahren arbeitete Paul Degen als freier Grafiker und Illustrator bei Herbert Leupin, Celestino Piatti, Fritz Bühler und dem Atelier Eidenbenz in der Schweiz. 1970 zog er nach New York und arbeitete neben seiner freien Tätigkeit als Cartoonist und Illustrator für die New York Times, Esquire, Harper’s Magazine und The Atlantic Monthly in den Push Pin Studios mit Milton Glaser und Seymour Chwast. Nach Aufenthalten in Brasilien, Peru, Hawaii, Bali und seiner Rückkehr nach New York Ende der 80er Jahre zog Paul Degen 1990 zurück nach Liestal bei Basel. Paul Degen starb am 31. Mai 2007 in Liestal an den Folgen einer Operation.

## Ausstellungen
- Architecture for Children (1000 boxes), Hudson-River Museum, New York
- 34American Architects Travelling Exhibit – Rom, Venedig, Mailand, Bologna und in den Vereinigten Staaten
- 1979 – Galerie Commercio, Zürich
- 1979/81 – Hotel Engel, Liestal
- 1981 – Susumo Gallery, Sydney
- 1985 – Hotel Engel, Liestal
- 2006 – HP-GARCIA Gallery, Hell´s Kitchen / New York

## Buchillustrationen
- The Emperor´s New Clothes, Hans Christian Andersen, Random House (1978), ISBN 0-394-83840-8
- O thou Improper thou uncommun noun, Clarkson N Potter Inc, NY (1978), ISBN 0-517-53511-4
- David Copperfield, Charles Dickens, Franklin Library (1980)
- Die Abenteuer der 3 T Buch:Ingrid Tschan, Illustrationen: Paul Degen ISBN 978-3-033-01215-8

### Arbeiten von Paul Degen im Internet
- Covers vom The New Yorker (engl.)
- ROMA Geburtsrad (D/engl.)
- Arbeiten von Paul Degen bei Riley Illustration (engl.)
- Unveröffentlichte New Yorker Covers von Paul Degen bei stigma7 (D/engl.)

| Personendaten    | Personendaten                                            |
| ---------------- | -------------------------------------------------------- |
| NAME             | Degen, Paul                                              |
| KURZBESCHREIBUNG | Schweizer Illustrator, Karikaturist, Maler und Bildhauer |
| GEBURTSDATUM     | 24. März 1941                                            |
| GEBURTSORT       | Basel                                                    |
| STERBEDATUM      | 31. Mai 2007                                             |
| STERBEORT        | Liestal                                                  |